# Osvaldo Díaz
Osvaldo Díaz (22 de dezembro de 1981) é um futebolista profissional paraguaio , medalhista olímpico de prata.